# Eusimonia
Genre
Synonymes
- Barrella Hirst, 1910

Eusimonia est un genre de solifuges de la famille des Karschiidae.

## Distribution
Les espèces de ce genre se rencontrent en Afrique du Nord, en Europe du Sud, au Moyen-Orient, en Asie centrale et en Asie de l'Est.

## Liste des espèces
Selon Solifuges of the World (version 1.0) :
- Eusimonia arabica Roewer, 1933
- Eusimonia cornigera Panouse, 1955
- Eusimonia divina Birula, 1935
- Eusimonia fagei Panouse, 1956
- Eusimonia furcillata (Simon, 1872)
- Eusimonia kabiliana (Simon, 1879)
- Eusimonia mirabilis Roewer, 1933
- Eusimonia nigrescens Kraepelin, 1899
- Eusimonia orthoplax Kraepelin, 1899
- Eusimonia roeweri Panouse, 1957
- Eusimonia seistanica Roewer, 1933
- Eusimonia serrifera Birula, 1905
- Eusimonia turkestana Kraepelin, 1899
- Eusimonia walsinghami (Hirst, 1910)
- Eusimonia wunderlichi Pieper, 1977

et décrite depuis :
- Eusimonia dentapicalis Fan, Zhang & Zhang, 2024

## Systématique et taxinomie
Ce genre a été décrit par Kraepelin en 1899.
Barrella a été placé en synonymie par Birula en 1938.

## Publication originale
- Kraepelin, 1899 : « Zur Systematik der Solifugen. » Mitteilungen aus dem Naturhistorischen Museum in Hamburg, vol. 16, p. 195–259 (texte intégral).